# Hydrelia leucogramma
Hydrelia leucogramma là một loài bướm đêm trong họ Geometridae.